# Union Hill (Illinois)
Union Hill es una villa ubicada en el condado de Kankakee en el estado estadounidense de Illinois. En el Censo de 2020 tenía una población de 78 habitantes y una densidad poblacional de 497,64 personas por km².

## Geografía
Union Hill se encuentra ubicada en las coordenadas 41°6′30″N 88°8′46″O / 41.10833, -88.14611. Según la Oficina del Censo de los Estados Unidos, Union Hill tiene una superficie total de 0,12 km², de la cual 0,12 km² corresponden a tierra firme y (0%) 0 km² es agua.

## Demografía
Según el censo de 2010, había 58 personas residiendo en Union Hill. La densidad de población era de 497,64 hab./km². De los 58 habitantes, Union Hill estaba compuesto por el 91,38% blancos, el 8,62% eran afroamericanos, el 0% eran amerindios, el 0% eran asiáticos, el 0% eran isleños del Pacífico, el 0% eran de otras razas y el 0% pertenecían a dos o más razas. Del total de la población el 0% eran hispanos o latinos de cualquier raza.